# Territorio del Nebraska
Il Territorio del Nebraska era un territorio degli Stati Uniti esistito dal 30 maggio 1854 al 1º marzo 1867, quando il territorio fu ammesso nell'Unione come Stato del Nebraska. Il territorio del Nebraska fu creato dalla legge Kansas-Nebraska Act del 1854. La capitale territoriale era Omaha. Il territorio comprendeva aree dell'odierno Nebraska, Wyoming, Dakota del Sud, Dakota del Nord, Colorado e Montana.

## Storia
La legge istitutiva fu approvata nel 1864 dal Congresso. Furono eletti i delegati per una convenzione costituzionale; questa convenzione però non riuscì a redigerne alcuna. Due anni dopo, nel 1866, fu redatta e votata una Costituzione, approvata con un margine di 100 voti. Tuttavia, una clausola in questa Costituzione che limitava il suffragio ai "maschi bianchi liberi" ritardò l'ingresso del Nebraska nell'Unione di quasi un anno. La legge del 1866 che istituiva lo Stato fu soggetta a un cosiddetto "veto da tasca" da parte del presidente Andrew Johnson, che si rifiutò di promulgarla. Quando il Congresso si riunì di nuovo nel 1867, approvò un'altra legge che creava lo Stato del Nebraska, a condizione che la Costituzione del Nebraska fosse modificata per rimuovere la clausola sul suffragio. Anche questa legge subì il veto del presidente Johnson. In questo caso però il Congresso votò a maggioranza qualificata per annullare il veto.

### Primi insediamenti

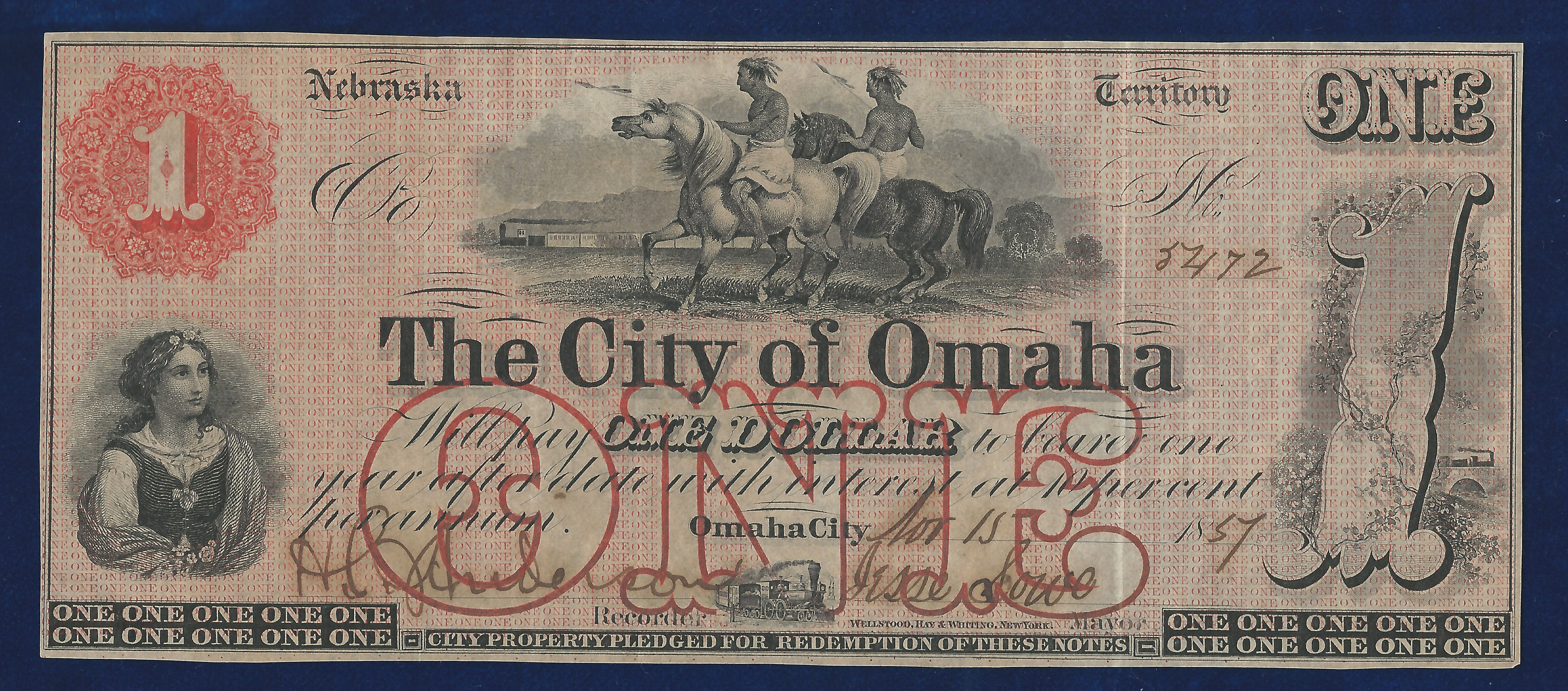
Banconota a facciata unica da un dollaro della città di Omaha del 1857. La banconota è firmata da Jesse Lowe nella sua funzione di sindaco di Omaha. Fu emessa come titolo di credito nel 1857 per aiutare a finanziare la costruzione dell'edificio del governo territoriale a Omaha.

Diverse postazioni commerciali, forti e città furono fondate nel territorio del Nebraska dall'inizio del XIX secolo fino al 1867, tra cui Fontenelle's Post fondata nell'attuale sito di Bellevue nel 1806. Fu menzionata per la prima volta in registri di commercianti di pellicce nel 1823. Fort Lisa, fondata da Manuel Lisa vicino all'attuale Dodge Park di Omaha, fu fondata nel 1812; Lisa aveva precedentemente fondato posti più a monte del fiume Missouri nel Montana e nel Dakota del Nord. Fort Atkinson fu fondata nel 1819; nel 1822 fu fondata Cabanne's Trading Post nelle vicinanze del fiume Missouri. I coloni mormoni fondarono Cutler's Park nel 1846 e la città di Bellevue si costituì nel 1853. La vicina Omaha fu fondata nel 1854, nel 1855 fu il turno di Nebraska City e Kearney. Quell'anno furono fondate anche le influenti città di Brownville e Fontanelle. Il villaggio di Lancaster, in seguito chiamato Lincoln, fu fondato nel 1856, insieme alle città di Saratoga, South Nebraska City e Florence.

### Primi giornali
Il primo giornale pubblicato nella zona che sarebbe diventata il Nebraska fu un settimanale militare, basato a Fort Atkinson, che fu pubblicato per cinque anni, dal 1822 al 1827, quando il forte fu chiuso. Trent'anni dopo il territorio del Nebraska fu colonizzato e la carta stampata serviva al duplice scopo di diffondere le notizie e di promuovere l'insediamento nell'area. Nel 1854 il Nebraska Palladium fu il primo giornale ad essere pubblicato nel territorio ma durò meno di un anno. Questi giornali territoriali erano efficienti ma stentati e molti dei giornali cambiarono rapidamente proprietario o si fusero con altre pubblicazioni. Nel 1860 il territorio del Nebraska aveva dodici pubblicazioni settimanali, una bisettimanale e una mensile, con una tiratura totale di 9 750 copie. Dopo che il Nebraska divenne Stato nel 1867, l'industria dei giornali si espanse notevolmente.

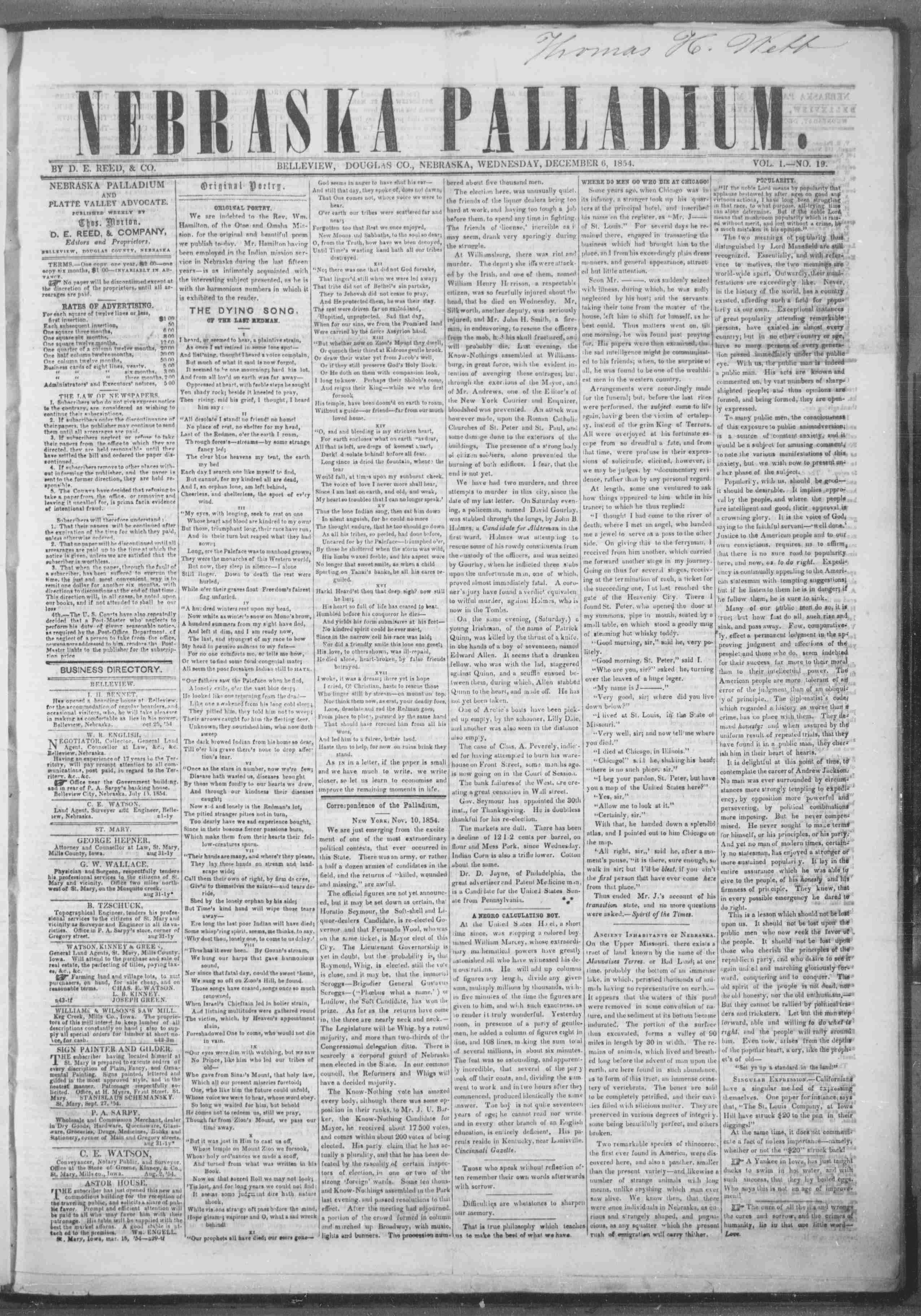
La prima pagina del numero del 6 dicembre 1854 del Nebraska Palladium, il primo giornale pubblicato nel territorio del Nebraska

### I primi forti militari
Quando erano già presenti diverse prime postazioni per il commercio di pellicce, Fort Atkinson, fondata nel 1819, fu la sede del primo posto militare in quello che divenne il territorio del Nebraska; fu anche la prima scuola. Altri fortini nel territorio del Nebraska furono Fort Kearny vicino all'attuale Kearney; Fort McPherson vicino all'attuale Maxwell; Fort Mitchell vicino all'attuale Scottsbluff; Fort Randall in quello che oggi è il Dakota del Sud; e, nell'attuale Wyoming, Fort Caspar, Fort Halleck, Fort Laramie e Fort Sanders.

## Confini

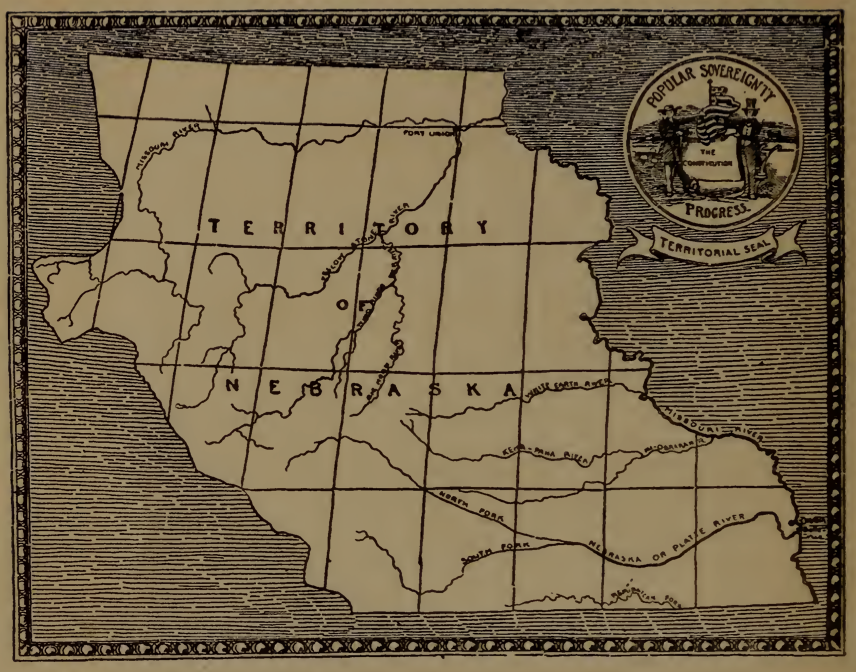
Mappa del territorio del Nebraska e sigillo del territorio del Nebraska

I confini originali del Territorio del Nebraska (come specificato dalla sua legge costitutiva) includevano gran parte dell'originale Acquisto della Louisiana; i confini del territorio erano:
- A sud: 40º parallelo nord (attuale confine Kansas-Nebraska);
- A ovest: lo spartiacque continentale tra il Pacifico e Atlantico/Artico;
- A nord: 49º parallelo Nord (confine tra Stati Uniti e Nord America Britannico);
- A est: i fiumi White Earth e Missouri.

### Successiva creazione del territorio
Al momento della creazione, il territorio comprendeva la maggior parte delle Grandi Pianure del nord, gran parte del bacino del fiume Missouri superiore e l'est delle Montagne Rocciose settentrionali. Il territorio del Nebraska si ridusse gradualmente come estensione con la creazione di nuovi territori negli anni 1860.
Il Territorio del Colorado fu costituito il 28 febbraio 1861 da porzioni del territorio a sud del 41º parallelo nord e a ovest di 102° 03' W (25°  a ovest di Washington), un'area che include le attuali Fort Collins, Greeley, porzioni di Boulder e porzioni di Territorio del Kansas, Territorio del Nuovo Messico e Territorio dello Utah.
Il 2 marzo 1861 fu creato il Territorio del Dakota. Gli furono assegnate tutte le porzioni del territorio del Nebraska a nord del 43º parallelo (l'attuale confine Nebraska–Dakota del Sud) e la porzione dell'attuale Nebraska tra il 43º parallelo e i fiumi Keya Paha e Niobrara (questa parte fu retrocessa al Nebraska nel 1882). La legge che creò il territorio Dakota conteneva anche disposizioni che davano al Nebraska piccole porzioni del Territorio dello Utah e del Territorio di Washington. Queste porzioni non erano parte dell'acquisto della Louisiana; piuttosto, ma facevano parte dell'Oregon Country ed erano diventate parte degli Stati Uniti nel 1846.
Il 3 marzo 1863 il Territorio dell'Idaho fu costituito, con tutto il territorio ad ovest di 104°03' W (27° W da Washington).